# 山口芸術短期大学
山口芸術短期大学（やまぐちげいじゅつたんきだいがく、英語: Yamaguchi College of Arts）は、山口県山口市小郡みらい町1-7-1に本部を置く日本の私立大学。1968年創立、1968年大学設置。大学の略称は芸短(げいたん)またはYCA。

## 概観
学校法人宇部学園により1968年（昭和43年）に設置された。男女共学であり、全国唯一の幼児教育系の学科を有する芸術短大である。
「建学の精神」として吉田松陰が説いたものによる至誠を掲げている。これは、慶進中学校・高等学校をはじめ各系列校で用いられている。
漫画家の弘兼憲史による特別講義があるほか、長期履修制度があり、最大で6年間の在籍が可能である（学費は最短の2年分と同額）。
また、同学内に山口学芸大学が設置されている。

## 沿革
- 1968年（昭和43年）4月 - 山口芸術短期大学として開学。音楽科、生活芸術科を設置。
- 1974年（昭和49年） - 幼児教育科を設置[1]。
- 1975年（昭和50年） - 音楽科を専攻分離し、器楽専攻と声楽専攻となる。
- 1978年（昭和53年）8月 - 体育館完成。
- 1988年（昭和63年） - 専攻科を設置（生活芸術専攻）。
- 1999年（平成11年） - 音楽科を音楽学科、幼児教育科を保育学科、生活芸術科を芸術文化学科にそれぞれ改称。
- 2002年（平成14年） - 保育学科に幼児教育コース・介護福祉コースを開設
- 2003年（平成15年） - 専攻科に幼児教育専攻課程を設置。
- 2006年（平成18年） - 芸術文化学科をデザインアート学科に改称。
- 2010年（平成22年） - 音楽学科とデザインアート学科を芸術表現学科に再編統合。
- 2010年（平成22年） -芸術表現学科に音楽コース・デザインアートコース・ライフデザインコースを開設
- 2018年（平成30年） -芸術表現学科のコース制廃止

## 教育および研究

### 組織

#### 学科
- 芸術表現学科
- 保育学科
  - 幼児教育コース
  - 介護福祉コース

#### 専攻科
- 音楽専攻
- デザインアート専攻

##### 取得資格
資格
- 保育士：保育学科幼児教育コースにて取得できる。大半の学生が取得している。
- 介護福祉士：保育学科介護福祉コースにて取得できる。大半の学生が取得している。

教職課程
- 幼稚園教諭二種免許状。
  - 保育学科
  - 芸術表現学科：2013年年度入学生から取得が可能になっている。入学試験時に幼免履修者の選抜を受験し、合格する必要がある。
  - 過去にあった音楽学科でも取得できた。
- 中学校教諭二種免許状
  - 音楽： 2012年年度入学生まで、芸術表現学科音楽コースにて取得できた。過去にあった音楽学科でも取得できた。
  - 美術：2012年年度入学生まで、芸術表現学科音楽デザインアートコース、ライフデザインコースで取得できた。過去にあったデザインアート学科でも取得できた。

#### 附属機関
- 生涯学習センター

## 学生生活

### 学園祭
- 山口芸術短期大学の学園祭は芸大祭と呼ばれ毎年、概ね11月頃に行なわれる。

## 大学関係者
- 弘兼憲史（デザインアート学科の特別講師）
- 二木謙吾（創設者、学校法人宇部学園初代理事長、元参議院議員、元大蔵政務次官、元山口県議会議員、元山口県議会議員）
- 二木秀夫（学校法人宇部学園第2代理事長、元参議院議員、元科学技術政務次官、元宇部市長）

## 施設

### キャンパス
- A棟
  - 正面玄関
  - 大講義室
  - 一般教室
  - 学生ホールほか
- B棟
  - ピロティ
  - ステージ付大教室
  - 学生相談室ほか
- C棟
  - 学生ラウンジ
  - 就職支援室
  - 音楽レッスン室
  - ML室
- F棟
  - ソフィアルーム
- G棟
  - 介護実習室
  - 造形実習室
- I棟
  - 図書室(予定)
- L棟
  - 音楽レッスン室
  - 練習室
- M棟
  - 練習室
  - ゼミ室
- 体育館
- 立体工房
- 陶芸窯
- グラウンド
- 駐車場

## 対外関係

### 系列校
- 山口学芸大学

## 社会との関わり
- 2007年、デザインアート学科の学生が「ものづくり2007/第35回山口県技能フェア」の「広告美術エキジビジョン」に出場している。
- 「芸術村ワークショップ」に参加している。

## 卒業後の進路

### 就職
- 音楽学科：就職者は、卒業者の7割程度となっている。音楽・教員関係が割合として最も多いものとなっている。
- デザイン・アート学科：デザイン・服飾・博物館など芸術関連の仕事に就く人は、卒業者の35%程度となっている。
- 保育学科：幼児教育コースでは保育園や幼稚園への就職者が大半を占めている。介護福祉コースでは、概ね全員が介護職として就職している。

### 編入学・進学実績
- 併設の山口学芸大学や山口芸術短期大学専攻科のほか、以下の実績がある。
- 音楽学科：エリザベト音楽大学ほか
- デザイン・アート学科：女子美術大学ほか
- 保育学科：山口県立大学ほか

## 交通アクセス
- JR山口線上郷駅下車。